# گرفنهاین
گرفنهاین (به آلمانی: Gräfenhain) یک شهر در آلمان است که در تورینگن واقع شده‌است. گرفنهاین ۱٬۴۴۹ نفر جمعیت دارد.